# جائزة كتالونيا الكبرى للدراجات النارية 2013
جائزة كتالونيا الكبرى للدراجات النارية 2013 هو سباق دراجات نارية أقيم بتاريخ 16 يونيو 2013 في حلبة دي كاتلونيا، برشلونة، إسبانيا. كان الجولة السادسة من أصل 18 في سباق الجائزة الكبرى للدراجات النارية موسم 2013. فاز الإسباني خورخي لورنزو بفئة الموتو جي بي بينما جاء الإسباني داني بيدروسا في المركز الثاني وحصل على المركز الثالث الإسباني مارك ماركيث.

## وصلات خارجية
- الموقع الرسمي